# Volkmar Andreae
Volkmar Andreae (født 5. juli 1879 i Bern, Schweiz, død 19. juni 1962 i Zürich, Schweiz) var en schweizisk dirigent og komponist.
Andreae studerede på Hochschule für Musik und Tanz Köln, musikkonservatoriet i Köln, Tyskland. Han studerede blandt andet med Fritz Brun.
Han komponerede i romantisk stil bl.a. tre symfonier og klavertrioer og var inspireret af Richard Strauss og Max Reger.[kilde mangler]

## Udvalgte værker
- Symfoni (i H-dur) (1895) (upubliceret) - for orkester
- Symfoni nr. 1 (i F-dur) (1901) - for orkester
- Symfoni nr. 2 (i C-dur) (1919) - for orkester
- "Musik" (1929) - for orkester
- Obokoncert (1941) - for obo og orkester
- "Charons båd" (1901) - for solister, kor og orkester
- "Værgens ånd" (1904) - Kantate